# Tratado internacional no direito brasileiro

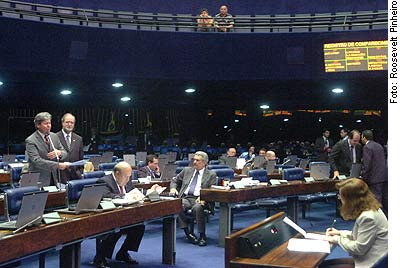
Senado brasileiro aprova tratados em 12 de julho de 2006. Foto: Agência Senado.

A Constituição Federal regula os tratados internacionais no direito brasileiro. A Constituição brasileira dispõe que compete à União, na qualidade de representante da República Federativa do Brasil, manter relações com Estados estrangeiros e participar de organizações internacionais. Esta disposição reserva ao governo federal a competência em matéria de política externa e faz deste o único sujeito de direito internacional capaz de representar o Brasil. Em conseqüência, os estados e municípios não estão autorizados a celebrar tratados internacionais – somente a União pode fazê-lo.

## A competência do Poder Executivo
No âmbito da União, compete ao Poder Executivo, chefiado pelo Presidente da República, "manter relações com Estados estrangeiros e acreditar seus representantes diplomáticos" e "celebrar tratados, convenções e atos internacionais, sujeitos a referendo do Congresso Nacional". As conseqüências destas disposições são as seguintes:
- é o Poder Executivo Federal quem negocia e assina os tratados celebrados pelo Brasil;
- é o Poder Executivo Federal que decide quando enviar um tratado assinado ao Congresso Nacional para aprovação legislativa (pode nunca fazê-lo, e, neste caso, o tratado não entra em vigor para o Brasil, se a aprovação legislativa for obrigatória na espécie);
  - na hipótese de aprovação do tratado pelo Congresso, é o Poder Executivo Federal que decide quando ratificá-lo (pode nunca fazê-lo, e, neste caso, o tratado não entra em vigor para o Brasil); e
  - na hipótese de rejeição do tratado pelo Congresso, o tratado não poderá ser ratificado pelo Executivo.

Compete ao Poder Executivo denunciar tratados. Discute-se se o Poder Legislativo teria semelhante condão; jurista Francisco Rezek  aponta para o caso da lei no. 2.416, de 1911, que determinou ao Poder Executivo a denúncia de todos os acordos extradicionais então vigentes.
O Poder Executivo Federal, após a ratificação, promulga o tratado, por meio de decreto do Presidente da República, e publica-o no Diário Oficial da União.

## A intervenção do Poder Legislativo
O art. 49, I, da Constituição Federal dispõe ser da competência exclusiva do Congresso Nacional "resolver definitivamente sobre tratados, acordos ou atos internacionais que acarretem encargos ou compromissos gravosos ao patrimônio nacional". Combinado com o art. 84, VIII, este dispositivo forma a base constitucional da apreciação legislativa dos tratados celebrados pelo Brasil.
O alcance da obrigatoriedade da apreciação legislativa é controverso na doutrina e na prática. Há juristas e agentes públicos que a entendem obrigatória para todos os tratados concluídos pelo país. Há os que interpretam o art. 49, I, como exigindo a aprovação legislativa apenas dos tratados que acarretem encargos ao patrimônio nacional.
O Congresso Nacional aprova o tratado por meio de decreto legislativo, sendo este emitido pelo Presidente do Senado, que preside a Mesa do Congresso Nacional.

## A relação entre o tratado e o direito interno no ordenamento jurídico brasileiro
O tratado jamais se sobrepõe à Constituição Federal: os tratados estão sujeitos, no Brasil, ao controle de constitucionalidade e podem ser, portanto, declarados inconstitucionais. Em caso de conflito entre a lei fundamental brasileira e o princípio pacta sunt servanda, prevalece a Constituição Federal. Até mesmo que disso resulte um ilícito internacional e a responsabilidade internacional do Estado brasileiro.
Em regra geral, a promulgação, e a subseqüente publicação, incorporam o tratado ao direito interno brasileiro, colocando-o no mesmo nível da lei ordinária. No caso de conflito entre tratado e legislação infraconstitucional, considera-se o tratado, para todos os fins e efeitos, como se fosse lei ordinária: prevalece o texto mais recente – lex posterior derogat priori; se a lei for mais recente, prevalece sobre o tratado, mesmo que disso resulte a responsabilidade internacional do Brasil. O tema foi pacificado por decisão do STF em 1978.
Excepcionalmente, os tratados e convenções internacionais aprovados na forma do art. 5º, § 3º da Constituição Federal (isso é, que versarem sobre direitos humanos e forem aprovados, em cada Casa do Congresso Nacional, em dois turnos, por três-quintos dos votos dos respectivos membros) serão equiparados às emendas constitucionais. Serão, portanto, hierarquicamente superiores às leis ordinárias.
Até o momento, um único tratado foi aprovado nesses termos. É controversa, na doutrina e na jurisprudência, a natureza dos tratados sobre direitos humanos aprovados antes da Emenda Constitucional nº 45, que estabeleceu o rito de aprovação por três-quintos dos votos, mencionado acima.